# Brasão de armas das Fiji

Brasão das Fiji

O brasão de armas das Fiji foi concedido mediante uma Patente de Cartas Reais em 4 de julho de 1908 e confirmado em 30 de setembro de 1970. Fazia parte da insígnia colonial e também forma parte da bandeira atual de Fiji.
Os elementos que aparecem no brasão são:
- Um campo de prata cortado por uma cruz de gules com seus braços iguais, que é a cruz de São Jorge, com uma franja também de gules situada no topo e carregada com um leão interno de ouro, um dos três que aparecem no brasão de armas da Inglaterra e que sustenta, neste escudo, um fruto de cacau.
- A cruz de São Jorge sobre um pano branco que foi adotado no brasão de Fiji, compõe a bandeira da Inglaterra.
- No primeiro quarto do escudo, três canas de açúcar; no segundo, um coqueiro com suas cores naturais; no terceiro, uma pomba com um ramo de olivo que é o símbolo da paz e, no quarto, um cacho de bananas.
- Sustentando o escudo dois guerreiros fijianos vestidos com saias de ramos, um deles portando una lança e o outro uma rama de abacaxi.
- Sobre o escudo um burelete de prata e gules assim como um barco à vela.
- Na parte inferior do escudo de armas aparece representada uma faixa com o lema nacional "Rerevaka na kalou ka doka na Tui" (Teme a Deus e honra o Rei).